# Diversas Ilhas do Pacífico dos Estados Unidos
As Diversas Ilhas do Pacífico dos Estados Unidos é um termo obsoleto usado para descrever coletivamente Ilha Baker, Ilha Howland, Ilha Jarvis, Recife Kingman, e Atol Palmyra, todos os territórios controlados pelos Estados Unidos pela Guano Islands Act no Oceano Pacífico.
As ilhas receberam o ISO-códigos de país de PU (alfa-2), PUS (alfa-3), e 849 (numérico) antes de 1986, e o FIPS-código de país de IQ antes de 1981. Para fins de ISO, as ilhas são definidas como parte das Ilhas Menores Distantes dos Estados Unidos, juntamente com Atol Johnston, Atol Midway, Ilha Navassa, e Ilha Wake, enquanto que cada ilha é  atribuído agora um código FIPS separado.